# G3 (группа)

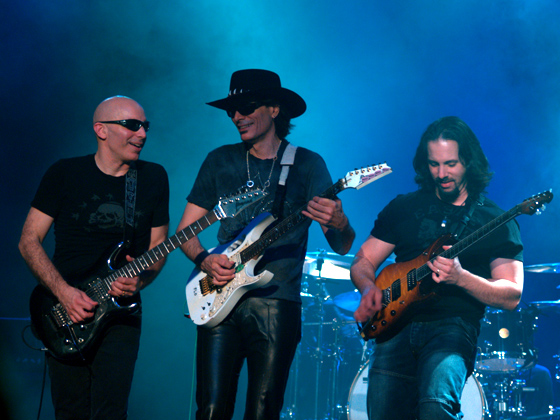
Джо Сатриани, Стив Вай & Джон Петруччи в The Regent Theatre, Melbourne, Australia, декабрь 2006.

G3 представляет собой концертный тур, организованный гитаристом Джо Сатриани, в котором он выступал с другими гитаристами.
С момента своего создания в 1996 году, G3 гастролировал почти каждый год, в нём участвовали многие гитаристы, в том числе Стив Вай (бывший ученик Сатриани), Эрик Джонсон, Кенни Уэйн Шеппард, Ингви Мальмстин, Джон Петруччи, Роберт Фрипп, Пол Гилберт, Ульрих Рот, Михаэль Шенкер, Адриан Легг, а также другие почётные гости, в том числе Тони Макалпин, Джонни Хиленд, Стив Люкатер, Стив Морс, Кит Мор, Крис Дуарте, Энди Тиммонс, Нил Шон, Гэри Хоя, Брайан Мэй, Билли Гиббонс, Джонни, Джордж Линч, Патрик Rondat, Герман Ли,  Брендон Смолл, Алехандро Сильва, и Эрик Сардинас.

## Концепция G3
Сначала три гитариста-виртуоза выступают каждый отдельно со своей программой длительностью около часа, затем они соединяются на сцене и устраивают совместный джем, исполняя классические хиты Deep Purple, ZZ Top,  Джими Хендрикса, Нила Янга, Фрэнка Заппы и других.
Джо Сатриани описывает идею проекта следующим образом:
Для меня было важно сохранить дух гитарной музыки, независимо от того, какой новый стиль музыки становится популярным. Я хотел больше взаимодействия с великими гитаристами, и я знал, что аудитория хочет того же. Так что я взял быка за рога.

Оригинальный текст (англ.)It was important to me to keep the spirit of guitar music alive no matter what new style of music was becoming popular. I wanted more interaction with great players, and I knew the audience wanted the same. So I took the bull by the horns.
Guitar Player

## Ведущие исполнители
- 1996 (Северная Америка): Джо Сатриани, Стив Вай, Эрик Джонсон
- 1997 (Северная Америка): Джо Сатриани, Кенни Уэйн Шеппард, Роберт Фрипп[3]
- 1997 (Европа): Джо Сатриани, Стив Вай, Адриан Легг
- 1998 (Европа): Джо Сатриани, Михаэль Шенкер, Ульрих Рот, Брайан Мэй (на Уэмбли Арена)
- 2000 (Азия) : Джо Сатриани, Стив Вай, Эрик Джонсон
- 2001 (Северная Америка): Джо Сатриани, Стив Вай, Джон Петруччи, Стив Морс (на концерте в Орландо, Флорида)
- 2003 (Северная Америка): Джо Сатриани, Стив Вай, Ингви Мальмстин[4]
- 2004 (Европа/Южная Америка): Джо Сатриани, Стив Вай, Роберт Фрипп[5]
- 2005 (Япония): Джо Сатриани, Стив Вай, Джон Петруччи, Марти Фридман
- 2006 (Южная Америка): Джо Сатриани, Джон Петруччи, Эрик Джонсон
- 2006 (Австралия): Джо Сатриани, Стив Вай, Джон Петруччи[6]
- 2007 (Северная Америка): Джо Сатриани, Джон Петруччи, Пол Гилберт[7]
- 2012 (Европа): Джо Сатриани, Стив Вай, Стив Морс[8]
- 2016: Джо Сатриани, Стив Вай, The Aristocrats[9]
- 2018 (США): Джо Сатриани, Джон Петруччи, Фил Коллен[10]
- 2018 (Европа): Джо Сатриани, Джон Петруччи, Ульрих Рот[11]
- 2024 G3 Reunion Tour: Джо Сатриани, Стив Вай, Эрик Джонсон[12]

## Дискография
- G3: Live in Concert[англ.] (1997)
- G3: Live in Denver[англ.] (2003)
- G3: Rockin' in the Free World[англ.] (2003)
- G3: Live in Tokyo[англ.] (2005)